# 粗壮冠唇花
粗壮冠唇花（学名：Microtoena robusta），为唇形科冠唇花属下的一个种。

## 扩展阅读
維基物種上的相關：粗壮冠唇花